# Фаннетт (Техас)
Фаннетт (англ. Fannett) — переписна місцевість (CDP) в США, в окрузі Джефферсон штату Техас. Населення — 2363 особи (2020).

## Географія
Фаннетт розташований за координатами 29°55′35″ пн. ш. 94°14′36″ зх. д. / 29.92639° пн. ш. 94.24333° зх. д. (29.926273, -94.243345).  За даними Бюро перепису населення США в 2010 році переписна місцевість мала площу 25,60 км², з яких 25,39 км² — суходіл та 0,20 км² — водойми.

## Демографія
Згідно з переписом 2010 року, у переписній місцевості мешкали 2252 особи в 791 домогосподарстві у складі 639 родин. Густота населення становила 88 осіб/км².  Було 838 помешкань (33/км²).
Расовий склад населення:
| - 87,5 % — білих - 4,2 % — чорних або афроамериканців - 2,0 % — азіатів - 0,4 % — корінних американців - 4,2 % — осіб інших рас |

До двох чи більше рас належало 1,6 %. Частка іспаномовних становила 9,7 % від усіх жителів.
За віковим діапазоном населення розподілялося таким чином: 25,6 % — особи молодші 18 років, 63,4 % — особи у віці 18—64 років, 11,0 % — особи у віці 65 років та старші. Медіана віку мешканця становила 40,1 року. На 100 осіб жіночої статі у переписній місцевості припадало 98,2 чоловіків;  на 100 жінок у віці від 18 років та старших — 98,8 чоловіків також старших 18 років.
Середній дохід на одне домашнє господарство  становив 80 793 долари США (медіана — 71 042), а середній дохід на одну сім'ю — 88 368 доларів (медіана — 83 026). Медіана доходів становила 75 134 долари для чоловіків та 31 534 долари для жінок. За межею бідності перебувало 6,0 % осіб, у тому числі 6,2 % дітей у віці до 18 років та 4,8 % осіб у віці 65 років та старших.
Цивільне працевлаштоване населення становило 826 осіб. Основні галузі зайнятості: освіта, охорона здоров'я та соціальна допомога — 22,3 %, виробництво — 14,6 %, роздрібна торгівля — 12,3 %, транспорт — 10,2 %.